# Hong Shan
Hong Shan (chiń. upr. 红山; pinyin Hóng Shān, ujg. قىزىلتاغ, Kiziltag) – wzgórze w Chinach, w obrębie miasta Urumczi w regionie autonomicznym Sinciang. 
Teren ten objęty jest parkiem miejskim Hongshan Gongyuan (红山公园), a sama góra stanowi punkt orientacyjny miasta. Na szczycie znajduje się XVIII-wieczna pagoda.